# Maecius
Maecius (latinisiert von altgriechisch Μαίκυος und Μαίκιος) war ein griechischer Koroplast, der am Ende des ersten Jahrhunderts v. Chr. in Myrina in Kleinasien tätig war.
Maecius ist von mehreren Signaturen auf vier Tonstatuetten bekannt, von denen je zwei einen fliegenden Eros mit Weintrauben und zwei miteinander kämpfenden Eroten zeigen. Die Datierung der Koroplastiken auf das Ende des ersten Jahrhunderts v. Chr. erfolgte auf Grund der stilistischen Merkmale der Stücke.
Eine Statuette des fliegenden Eros sowie eine der kämpfenden Eroten befindet sich im Louvre in Paris, die zweite Statuette der kämpfenden Eroten befindet sich im Archäologischen Nationalmuseum in Athen, der Verbleib der zweiten Statuette mit fliegendem Eros ist unbekannt.

## Nachweise
1. ↑  Inventarnummern Myr 634 und Myr 82.
2. ↑  Inventarnummer 4927.

| Personendaten    | Personendaten                                      |
| ---------------- | -------------------------------------------------- |
| NAME             | Maecius                                            |
| KURZBESCHREIBUNG | griechischer Koroplast                             |
| GEBURTSDATUM     | 2. Jahrhundert v. Chr. oder 1. Jahrhundert v. Chr. |
| STERBEDATUM      | 1. Jahrhundert v. Chr. oder 1. Jahrhundert         |